# Seznam zápasů československé fotbalové reprezentace na mistrovství Evropy
Seznam zápasů československé fotbalové reprezentace na mistrovství Evropy uvádí přehled výsledků československé fotbalové reprezentace v zápasech na mistrovství Evropy (včetně kvalifikace).
Výsledky: x – x = vítěz Československo, x – x = remíza, nevybarveno = prohra.
| Datum utkání | Soupeř        | Výsledek                          | Soutěž                 | Místo utkání | Střelci branek |
| ------------ | ------------- | --------------------------------- | ---------------------- | ------------ | --- |
| 5.4.1959     | Irsko         | 2 – 0                             | Kvalifikace na ME 1960 | Dublin       | |
| 10.5.1959    | Irsko         | 0 – 4                             | Kvalifikace na ME 1960 | Bratislava   | Imrich Stacho (penalta), Titus Buberník, Ladislav Pavlovič, Milan Dolinský                                                                                         |
| 23.9.1959    | Dánsko        | 2 – 2                             | Kvalifikace na ME 1960 | Kodaň        | Ladislav Kačáni, Milan Dolinský |
| 18.10.1959   | Dánsko        | 1 – 5                             | Kvalifikace na ME 1960 | Brno         | 2x Titus Buberník, 2x Adolf Scherer, Milan Dolinský |
| 22.5.1960    | Rumunsko      | 0 – 2                             | Kvalifikace na ME 1960 | Bukurešť     | Josef Masopust, Vlastimil Bubník |
| 29.5.1960    | Rumunsko      | 0 – 3                             | Kvalifikace na ME 1960 | Bratislava   | 2x Titus Buberník, Vlastimil Bubník |
| 6.7.1960     | Sovětský svaz | 3 – 0                             | ME 1960 - semifinále   | Marseille    | |
| 9.7.1960     | Francie       | 0 – 2                             | ME 1960 - O 3. místo   | Marseille    | Vlastimil Bubník, Ladislav Pavlovič |
| 21.11.1962   | NDR           | 2 – 1                             | Kvalifikace na ME 1964 | Berlín       | Rudolf Kučera |
| 31.3.1963    | NDR           | 1 – 1                             | Kvalifikace na ME 1964 | Praha        | Václav Mašek |
| 21.5.1967    | Irsko         | 0 – 2                             | Kvalifikace na ME 1968 | Dublin       | Juraj Szikora, Vojtech Masný |
| 18.6.1967    | Turecko       | 0 – 3                             | Kvalifikace na ME 1968 | Bratislava   | 2x Jozef Adamec, Josef Jurkanin |
| 1.10.1967    | Španělsko     | 0 – 1                             | Kvalifikace na ME 1968 | Praha        | Alexander Horváth |
| 22.10.1967   | Španělsko     | 2 – 1                             | Kvalifikace na ME 1968 | Madrid       | Ladislav Kuna |
| 15.11.1967   | Turecko       | 0 – 0                             | Kvalifikace na ME 1968 | Ankara       | |
| 22.11.1967   | Irsko         | 2 – 1                             | Kvalifikace na ME 1968 | Praha        | John Dempsey (vlastní gól IRL) |
| 7.10.1970    | Finsko        | 1 – 1                             | Kvalifikace na ME 1972 | Praha        | Milan Albrecht |
| 21.4.1971    | Wales         | 1 – 3                             | Kvalifikace na ME 1972 | Swansea      | 2x Ján Čapkovič, Vladimír Táborský |
| 16.5.1971    | Rumunsko      | 0 – 1                             | Kvalifikace na ME 1972 | Bratislava   | František Veselý |
| 16.6.1971    | Finsko        | 0 – 4                             | Kvalifikace na ME 1972 | Helsinky     | Ján Čapkovič, Jaroslav Pollák, František Karkó |
| 27.10.1971   | Wales         | 0 – 1                             | Kvalifikace na ME 1972 | Praha        | Ladislav Kuna |
| 14.11.1971   | Rumunsko      | 2 – 1                             | Kvalifikace na ME 1972 | Bukurešť     | Ján Čapkovič |
| 30.10.1974   | Anglie        | 3 – 0                             | Kvalifikace na ME 1976 | Londýn       | |
| 20.4.1975    | Kypr          | 0 – 4                             | Kvalifikace na ME 1976 | Praha        | Antonín Panenka (2 + 1 penalta), Marián Masný |
| 30.4.1975    | Portugalsko   | 0 – 5                             | Kvalifikace na ME 1976 | Praha        | 2x Přemysl Bičovský, 2x Zdeněk Nehoda, Ladislav Petráš |
| 30.10.1975   | Anglie        | 1 – 2                             | Kvalifikace na ME 1976 | Bratislava   | Zdeněk Nehoda, Dušan Galis |
| 12.11.1975   | Portugalsko   | 1 – 1                             | Kvalifikace na ME 1976 | Porto        | Anton Ondruš |
| 23.11.1975   | Kypr          | 0 – 3                             | Kvalifikace na ME 1976 | Lemesos      | Zdeněk Nehoda, Přemysl Bičovský, Marián Masný |
| 24.4.1976    | Sovětský svaz | 0 – 2                             | Kvalifikace na ME 1976 | Bratislava   | Jozef Móder, Antonín Panenka |
| 22.5.1976    | Sovětský svaz | 2 – 2                             | Kvalifikace na ME 1976 | Kyjev        | 2x Jozef Móder |
| 16.6.1976    | Nizozemsko    | 1 – 3(Po prodl.)                  | ME 1976 - semifinále   | Záhřeb       | Anton Ondruš, Zdeněk Nehoda, František Veselý |
| 20.6.1976    | SRN           | 2 – 2(Po prodl.) na penalty 3 – 5 | ME 1976 - finále       | Bělehrad     | Ján Švehlík, Karol Dobiaš Penalty - Marián Masný, Zdeněk Nehoda, Anton Ondruš Ladislav Jurkemik, Antonín Panenka                                                   |
| 4.10.1978    | Švédsko       | 1 – 3                             | Kvalifikace na ME 1980 | Stockholm    | Karel Kroupa, Marián Masný, Zdeněk Nehoda |
| 4.4.1979     | Francie       | 0 – 2                             | Kvalifikace na ME 1980 | Bratislava   | Antonín Panenka (penalta), František Štambachr |
| 1.5.1979     | Lucembursko   | 0 – 3                             | Kvalifikace na ME 1980 | Lucemburk    | Marián Masný, Miroslav Gajdůšek, František Štambachr |
| 10.10.1979   | Švédsko       | 1 – 4                             | Kvalifikace na ME 1980 | Praha        | 2x Ladislav Vízek, Zdeněk Nehoda, Ján Kozák |
| 17.11.1979   | Francie       | 2 – 1                             | Kvalifikace na ME 1980 | Paříž        | Ján Kozák |
| 24.11.1979   | Lucembursko   | 0 – 4                             | Kvalifikace na ME 1980 | Praha        | 2x Marián Masný, Antonín Panenka, Ladislav Vízek |
| 11.6.1980    | SRN           | 1 – 0                             | ME 1980                | Řím          | |
| 14.6.1980    | Řecko         | 1 – 3                             | ME 1980                | Řím          | Antonín Panenka, Ladislav Vízek, Zdeněk Nehoda |
| 17.6.1980    | Nizozemsko    | 1 – 1                             | ME 1980                | Milán        | Zdeněk Nehoda |
| 21.6.1980    | Itálie        | 1 – 1(Po prodl.) na penalty 8 – 9 | ME 1980 - o 3. místo   | Neapol       | Ladislav Jurkemik Penalty - Marián Masný, Zdeněk Nehoda, Anton Ondruš, Ladislav Jurkemik Antonín Panenka, Koloman Gögh, Miroslav Gajdůšek, Ján Kozák, Jozef Barmoš |
| 6.10.1982    | Švédsko       | 2 – 2                             | Kvalifikace na ME 1984 | Bratislava   | 2x Petr Janečka |
| 13.11.1982   | Itálie        | 2 – 2                             | Kvalifikace na ME 1984 | Milan        | Jiří Sloup, Pavel Chaloupka |
| 27.3.1983    | Kypr          | 1 – 1                             | Kvalifikace na ME 1984 | Nikósie      | Přemysl Bičovský |
| 16.4.1983    | Kypr          | 0 – 6                             | Kvalifikace na ME 1984 | Praha        | 2x Václav Daněk, 2x Ladislav Vízek, Zdeněk Prokeš, Ladislav Jurkemik                                                                                               |
| 15.5.1983    | Rumunsko      | 0 – 1                             | Kvalifikace na ME 1984 | Bukurešť     | Ladislav Vízek (penalta) |
| 21.9.1983    | Švédsko       | 1 – 0                             | Kvalifikace na ME 1984 | Solna        | |
| 16.11.1983   | Itálie        | 0 – 2                             | Kvalifikace na ME 1984 | Praha        | Petr Rada |
| 30.11.1983   | Rumunsko      | 1 – 1                             | Kvalifikace na ME 1984 | Bratislava   | Milan Luhový |
| 15.10.1986   | Finsko        | 0 – 3                             | Kvalifikace na ME 1988 | Brno         | Petr Janečka, Ivo Knoflíček, Karel Kula |
| 12.11.1986   | Dánsko        | 0 – 0                             | Kvalifikace na ME 1988 | Bratislava   | |
| 29.4.1987    | Wales         | 1 – 1                             | Kvalifikace na ME 1988 | Wrexham      | Ivo Knoflíček |
| 3.6.1987     | Dánsko        | 1 – 1                             | Kvalifikace na ME 1988 | Kodaň        | Ivan Hašek |
| 9.9.1987     | Finsko        | 3 – 0                             | Kvalifikace na ME 1988 | Helsinky     | |
| 11.11.1987   | Wales         | 0 – 2                             | Kvalifikace na ME 1988 | Praha        | Ivo Knoflíček, Michal Bílek |
| 26.9.1990    | Island        | 0 – 1                             | Kvalifikace na ME 1992 | Košice       | Václav Daněk |
| 13.10.1990   | Francie       | 2 – 1                             | Kvalifikace na ME 1992 | Paříž        | Tomáš Skuhravý |
| 14.11.1990   | Španělsko     | 2 – 3                             | Kvalifikace na ME 1992 | Praha        | 2x Václav Daněk, Ľubomír Moravčík |
| 1.5.1991     | Albánie       | 0 – 2                             | Kvalifikace na ME 1992 | Tirana       | Luboš Kubík, Pavel Kuka |
| 5.6.1991     | Island        | 0 – 1                             | Kvalifikace na ME 1992 | Rejkjavík    | Ivan Hašek |
| 4.9.1991     | Francie       | 2 – 1                             | Kvalifikace na ME 1992 | Bratislava   | Václav Němeček |
| 16.10.1991   | Albánie       | 1 – 2                             | Kvalifikace na ME 1992 | Olomouc      | Pavel Kuka, Ľudovít Lancz |
| 13.11.1991   | Španělsko     | 2 – 1                             | Kvalifikace na ME 1992 | Huelva       | Václav Němeček |